# Deloneura millari
Millar’s Buff (Deloneura millari) là một loài bướm ngày thuộc họ Bướm xanh. Nó được tìm thấy ở Nam Phi và Mozambique.
Sải cánh dài 23–27 mm đối với con đực và 24–29 mm đối với con cái. Con trưởng thành bay từ tháng 9 đến tháng 10 và from tháng 3 đến tháng 5. Có hai lứa trưởng thành một năm.
Ấu trùng có thể ăn Cyanobacteria species.

## Phụ loài
- Deloneura millari millari (Savannah và open coastal forest from the East Cape along the coast to bắc KwaZulu-Natal)
- Deloneura millari dondoensis Pennington, 1953 (Dondo Forest in Mozambigue)